# Pedro Puig Adam
Pedro Puig Adam (en catalán: Pere Puig i Adam) (Barcelona, 12 de mayo de 1900 - Madrid, 12 de enero de 1960) fue un matemático e ingeniero español.
Empezó a estudiar Ingeniería Industrial y Ciencias Exactas en Barcelona, finalizando en 1921 en Madrid la carrera de Matemáticas con un doctorado sobre "Resolución de algunos problemas elementales en Mecánica Relativista Restringida". En 1926 obtuvo la cátedra de matemáticas del Instituto San Isidro de Madrid. A partir de 1928 inició una colaboración con su maestro Julio Rey Pastor, que les llevó a la publicación de una treintena de obras didácticas, en el intento de contribuir a la renovación de la enseñanza de las Matemáticas en España. En 1931 acabó los estudios de Ingeniería Industrial, y desde 1934 hasta su muerte fue profesor de Cálculo de la Escuela de Ingenieros Industriales de Madrid. Ingresó en la Real Academia de Ciencias Exactas, Físicas y Naturales en 1952 con su discurso sobre "Matemática y Cibernética".

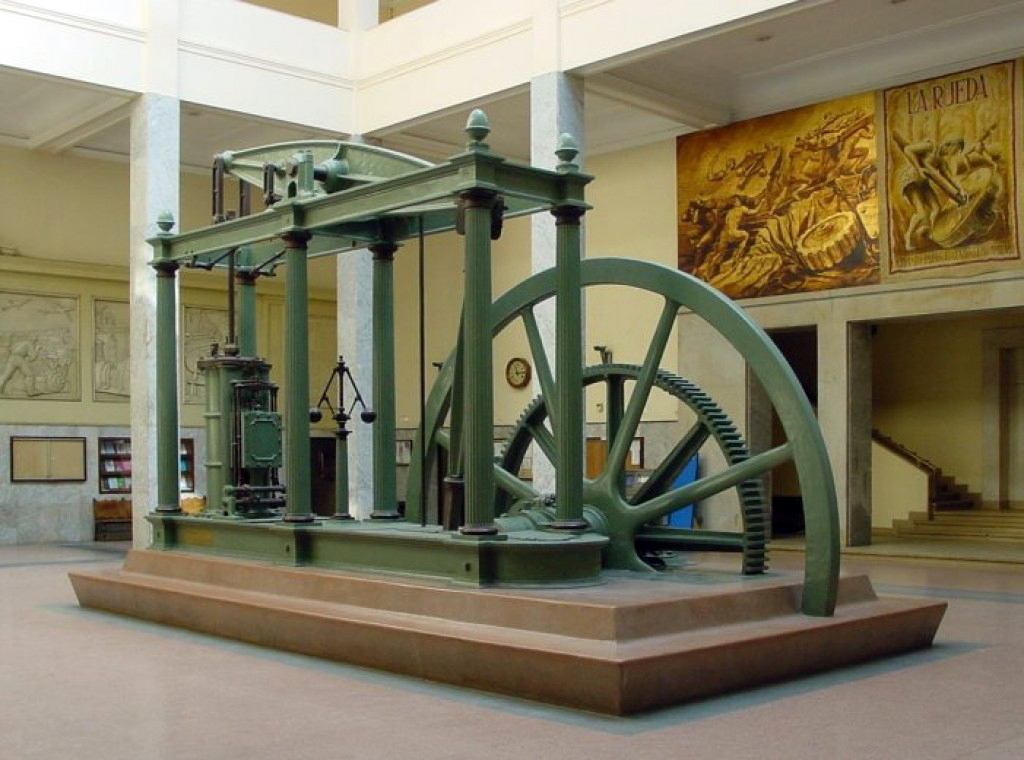
En la Escuela de Ingenieros Industriales de Madrid se conserva el "Aula Puig Adam" en honor de su profesor.

## Reconocimientos
- Desde comienzos de la década de 1980, en el municipio de Getafe, existe un Instituto de Educación Secundaria con su nombre.[2]
- Desde el año 2000, cada 12 de mayo, la Federación Española de Sociedades de Profesores de Matemáticas celebra el Día escolar de las matemáticas, coincidiendo con la fecha de su nacimiento.[3]